# Sphaeropteris insignis
Sphaeropteris insignis là một loài thực vật có mạch trong họ Cyatheaceae. Loài này được (D.C. Eaton) R.M. Tryon miêu tả khoa học đầu tiên năm 1970.